# Tomcar

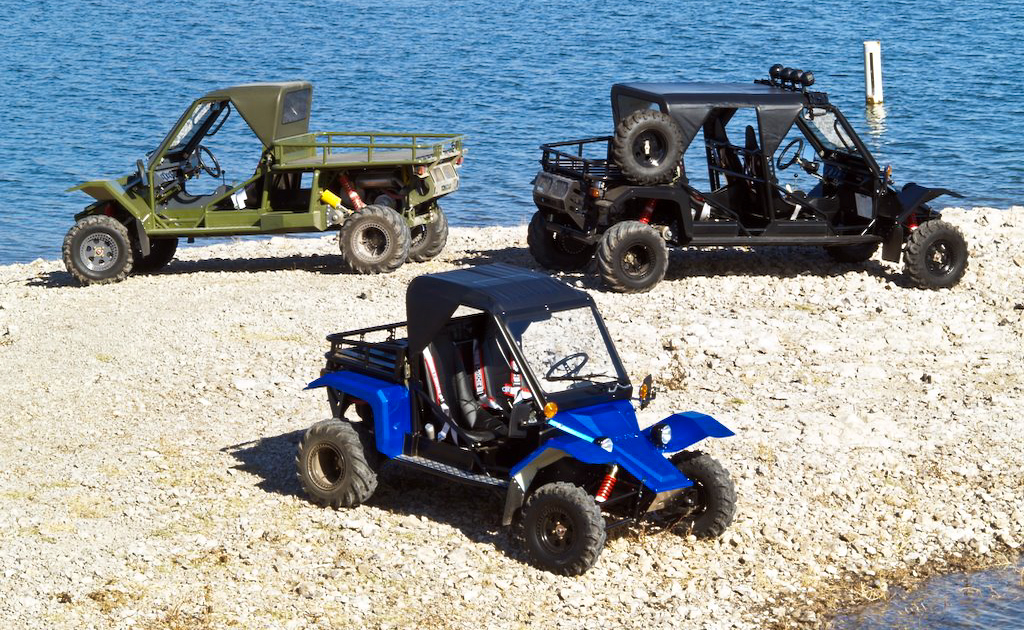
Tomcar T2 (azul), T4 (negro), y un T5 (verde).

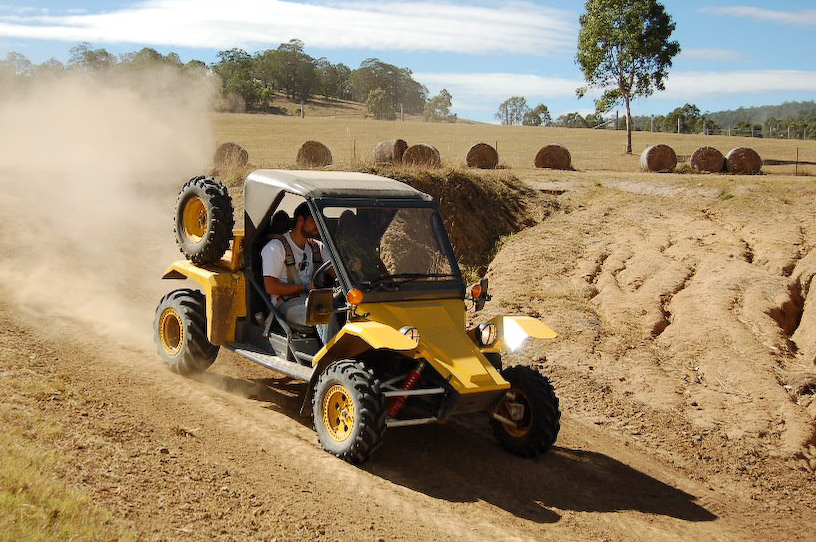

El Tomcar es un tipo de vehículo utilitario todo-terreno.
El Tomcar se fabrica en modelos de dos y cuatro asientos, y es propulsado ya sea por motores de gasolina  sin plomo o motores diésel, como también por motores eléctricos. Utiliza un sistema de transmisión CVT  y un sistema de transmisión final por cadena, dando a los vehículos una distancia a tierra de 38 cm (15").
El sistema de brazo basculante con cadena del Tomcar, deja el vehículo por encima de la media de distancia a tierra con su suspensión articulada que crea un sustentación "anti-squat".
Tomcar fue fundada en Guivat HaShlosha, en Eretz Israel por el judío Yoram Zarhi en 1991. La empresa tiene un taller en Israel, una planta de fabricación en Arizona, Estados Unidos, y una planta de montaje planificada en Dubái, Emiratos Árabes Unidos. Los Tomcars son utilizados por el Cuerpo de Marines de los Estados Unidos (USMC). También fueron comprados por las fuerzas armadas británicas para su uso en Afganistán.

## Historia

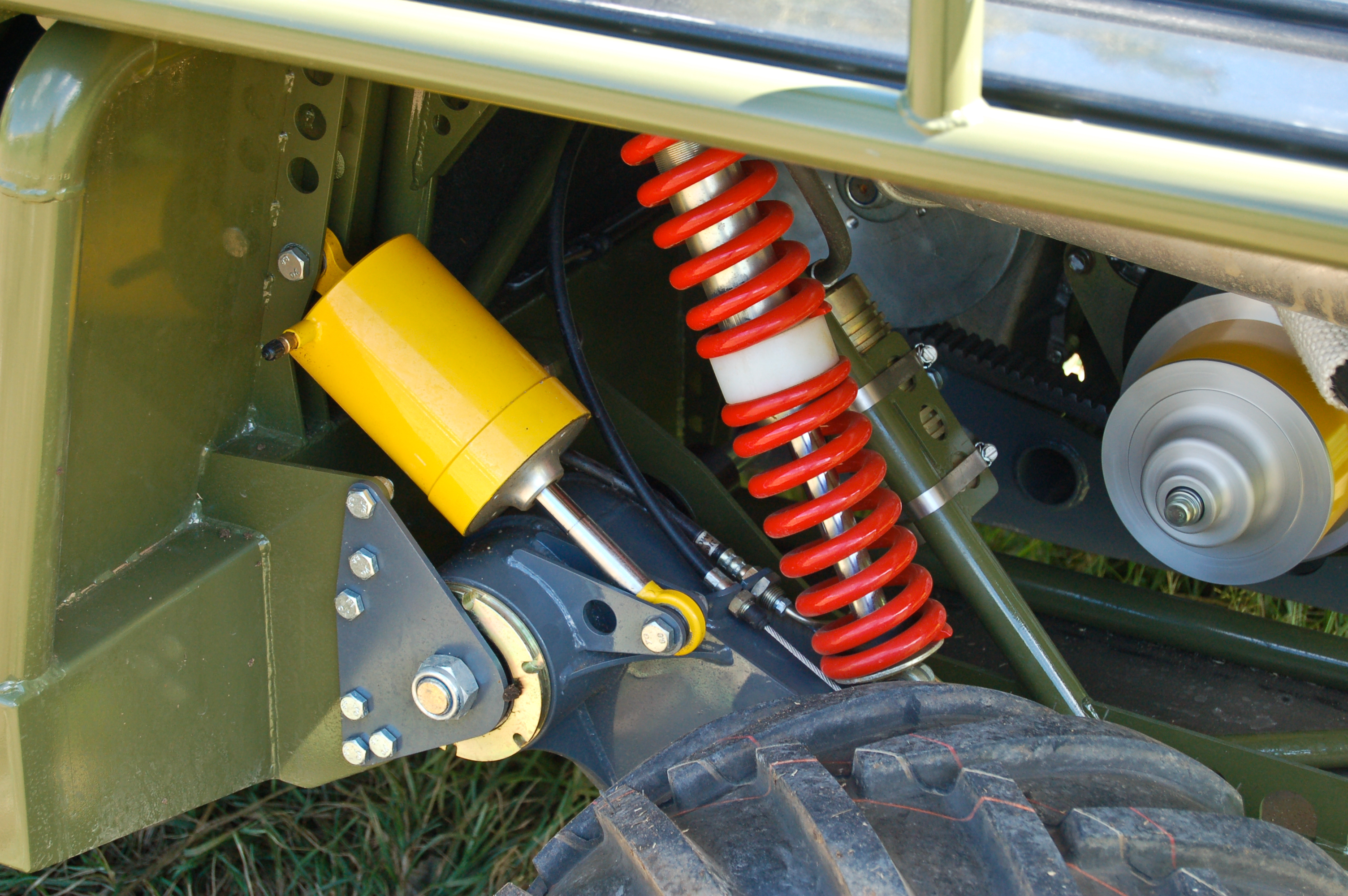

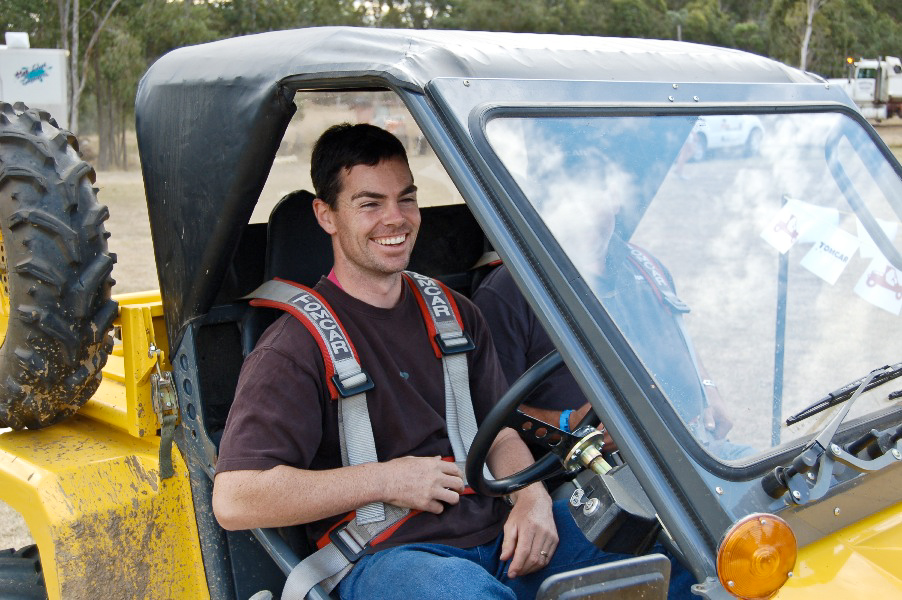

El Tomcar es un vehículo militar especializado. El modelo inicial fue el T2 de dos asientos. Un modelo de cuatro plazas, conocido como el T4, se añadió a la línea con el fin de transportar más personal. También se desarrolló una versión de utilidad con una mayor capacidad de carga, conocida como T5.
Actualmente está siendo utilizado por el ejército israelí para patrullar sus fronteras y llevar a cabo varias misiones militares. También es utilizado por la aduana de los EE. UU. y la patrulla de frontera, por la guardia nacional de los EE. UU., y por el Ejército británico en Afganistán.
El Tomcar se ha puesto a disposición del público tanto para uso comercial como recreativo desde 2005.
El Tomcar está fabricado en Melbourne, Australia, por MTM Pty Ltd. , bajo licencia de Tomcar Australia Pty Ltd. La producción empezó en noviembre de 2011. El centro de Melbourne Tomcar Australia se puso en marcha oficialmente el 8 de marzo de 2012 por el ministro de Comercio, Industria y Exportación, Richard Guadaña-Riva.
El 6 de noviembre de 2013, Tomcar Australia Pty Ltd., se convirtió en el primer fabricante de automóviles al aceptar Bitcoin. En marzo del año 2015, la empresa Tomcar Australia se convirtió en el primer fabricante de automóviles en el mundo al vender un vehículo nuevo mediante Bitcoin.
Tomcar Australia anunció en mayo de 2016 que producirían el primer coche eléctrico de fabricación australiana .

## Modelos
El Tomcar actualmente sale en la versión dos-plazas bautizada T-2, en la versión cuatro-plazas o T-4 y en la versión utilitaria de dos-plazas o T-5.
El Tomcar solía estar también disponible en una versión de un solo asiento, conocida como T-1 ; Sin embargo, ahora no se fabrica

## Especificaciones
Modelo: T-2 (Dos-Plazas)
Dimensiones:
- Longitud: 2820 mm / 111.5 "
- Anchura: 1780 mm / 70 "
- Altura: 1686 mm / 67 "

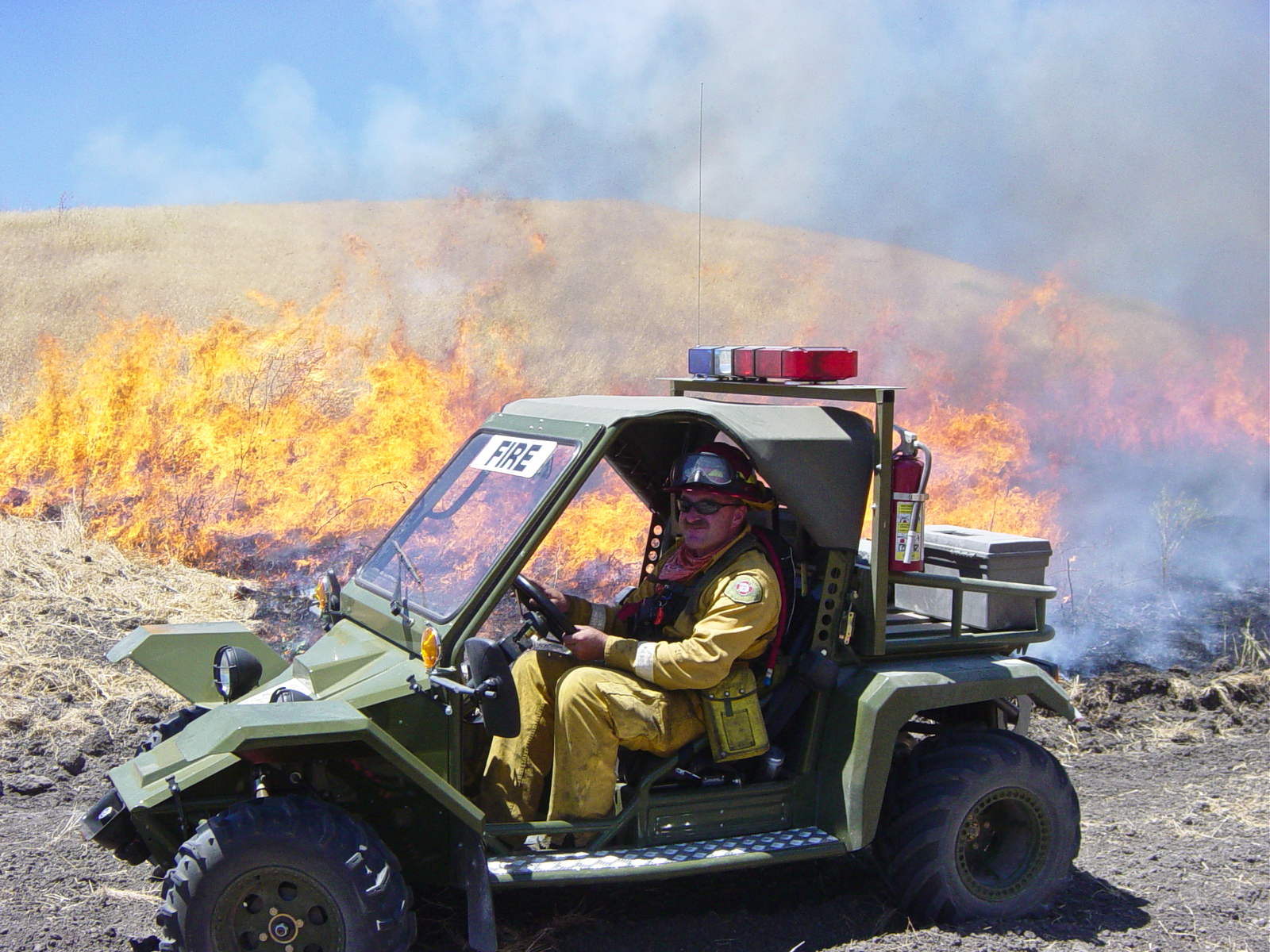

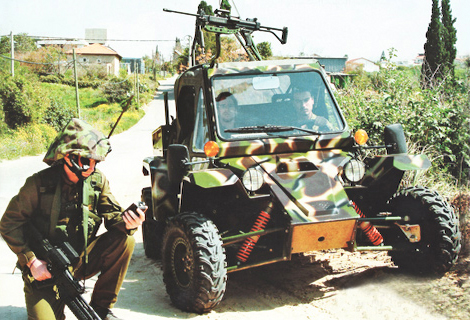

- Distancia entre esos: 2052 mm / 81 "
- Distancia al suelo: 381 mm / 15 "
- Pes en vacío: 715 kg / 1573 libras

Motores:
- Motor Lombardini Inline 4 tiempos Diesel.
- YH465Q-2Y Motor de gasolina de 4 tiempos con refrigeración por agua.
- Kohler LH775S Motor de gasolina refrigerado por líquido.[16]

Transmisión:
- Variador automático CVT
- Caja de engranajes de alta y baja potencia
- Tracción trasera
- Transmisión final: 2 cadenas bañadas con aceite dual
- Adelante- neutro - atrás
- Bloqueo diferencial

Neumáticos:
- Delantero: EN 25 x 8 - 12
- Trasero: EN 26 x 12 - 12

Suspensión:
- Delantera: Doble triángulo, pesado 343 mm / 13.5 "de viaje
- Trasera: Tracción de brazo pesado 343mm / 13.5 "recorrido con buje dual sobre resortes, amortiguadores de gas / hidráulicos

Dirección:
- Cremallera-y-piñón, 1.6 vueltas de tope a tope

Frenos:
- Frenos de disco
- Freno de mano mecánico

Combustible:
- 26 litros /  1 o 2 depósitos de seguridad de 6.75 galones

Electricidad:
- Batería de 12V 56AH
- Alternador y regulador
- Toma de corriente
- Faros halógenos, luces de posición y luces de freno
- Claxon

Instrumentación:
- Velocímetro

- Contador horario de las ruedas
- Voltímetro
- Indicador de combustible
- Presión de aceite baja
- Intermitente
- Luz de carretera
- Indicador de temperatura del agua

Asientos:
- Tipo cubo ajustable con reposacabezas,
- Arnés de 4 puntos